# Geschichte der Wassernutzung
Die Geschichte der menschlichen Nutzung des Wassers und somit jene der Hydrologie, Wasserwirtschaft, Hydraulik, Hydrotechnik und besonders des Wasserbaus ist durch eine vergleichsweise geringe Zahl von Grundmotiven geprägt. Eingeschränkt kann man hierzu auch die Hygiene zählen, die sich meist parallel entwickelte und einen wesentlichen Antriebsfaktor zur Bewältigung von Wasserproblemen darstellte. Auch die Entwicklung des Wasserrechts sowie die kultur- und religionsgeschichtlichen Bezüge zum Themenkreis Wasser stellen Elemente dieses Geschichtsprozesses dar.
Im Zentrum steht der Konflikt zwischen einem zu viel und einem zu wenig an Wasser. Ziel aller wasserbezogenen Maßnahmen ist sowohl dessen Bereitstellung in Form von Trink- und Betriebswasser für den menschlichen Bedarf als auch die Abführung von Abwässern und der Schutz vor eventuellen Hochwässern. Die Art der Abführung dieser Abwässer, speziell die Frage nach deren Aufbereitung, beeinflusst wiederum die Verfügbarkeit nutzbaren Wassers. Die moderne Wasserwirtschaft hat sich daher programmatisch einem nachhaltigen Kreislaufprinzip verschrieben.
Der Erkenntnis, dass dieses Prinzip notwendig ist, sowie der Bereitschaft, es auch zu realisieren, ging eine lange Phase von Irrtümern und der schlichten Unkenntnis hydrologischer Zusammenhänge voraus, die in der Geschichte der Menschheit mehr als einmal für schwerwiegende Katastrophen, aber vor allem auch langfristige Probleme, haupt- oder mitverantwortlich war. Demgegenüber stehen die zahlreichen technischen und sozialen Innovationen, wie sie in fast allen Hochkulturen festzustellen sind. In deren Entwicklung kommt Wasserproblemen in vielen Fällen eine zentrale Rolle zu, wobei die Lösung dieser Probleme in der Regel als Voraussetzung für eine hohe Siedlungsdichte und hohe landwirtschaftliche Erträge gelten kann. Dabei gibt es jedoch keinen weltweit gültigen bzw. durchgängigen Entwicklungspfad im Sinne einer ständigen Verbesserung von Kenntnisstand und Infrastruktur. Die Geschichte der Wassernutzung wird daher vor allem durch einzelne Zentren hohen wasserwirtschaftlichen Standards sowie immer wiederkehrende Brüche geprägt, neben oft jahrhundertelang währenden Stagnationsphasen.

## Grundlagen
Eine genaue Unterteilung der Geschichte der Wassernutzung in die heute vorherrschende Disziplinenordnung gestaltet sich schwierig. Nicht nur, dass viele Bereiche wie zum Beispiel die Hydrologie nicht exakt definierbar sind, auch hat man in der Vergangenheit eine solche Unterscheidung nicht vorgenommen. Eine Trennung in diese Bereiche würde daher Grenzen ziehen, wo historisch keine existieren. Dabei zeigt sich, dass gerade die Wechselbeziehungen und Überschneidungen zwischen technischen, kulturellen und auch rechtlichen Fragen des Themenkreises „Wasser und Mensch“ eine gemeinsame Würdigung verdienen, da nur so jeder Aspekt für sich aus dem Kontext der Umstände heraus richtig verstanden werden kann. Es wurde daher eine multidisziplinäre Darstellung der Geschichte der Wassernutzung gewählt, die sich das Wasser selbst zum Mittelpunkt macht.

### Kenntnisstand und Quellenlage
Ein Grundproblem aller Aussagen zur früheren Wassernutzung und insbesondere der Einstellung der damaligen Menschen zur Frage der Wasserversorgung, ist die bemerkenswert geringe schriftliche Überlieferung aus diesem Bereich. Zwar wurden oft nachweisbar aus damaliger und auch noch heutiger Sicht ungemein große wasserbauliche Anstrengungen unternommen, doch niedergeschrieben wie man diese umgesetzt und organisiert hat, vor allem aber auch warum man dies tat, hat man meist nicht. Fragen der Wasserbereitstellung schienen für die Gelehrten ihrer Zeit wohl zu unspektakulär, waren allgemein bekannt und lohnten deshalb nicht der Erwähnung. Die frühen Wasserbauingenieure selbst haben kaum eigene Schriftzeugnisse hinterlassen.
Aussagen bieten daher in erster Linie archäologische Funde der entsprechenden wasserbaulichen Anlagen sowie die heute noch anzutreffende mündliche wie praktische Überlieferung oft jahrhundertealter wasserwirtschaftlicher Fertigkeiten. Dennoch beschränken sich diese Einsichtsbereiche in die Vergangenheit auf recht wenige gut untersuchte Bereiche, was die Gefahr einer verzerrten Wahrnehmung in sich birgt. Auch ist der Fokus der Archäologie erst sehr spät auf das Alltagsleben und die wirtschaftlichen Rahmenbedingungen der Vergangenheit gerückt. Ein weiterer Faktor ist, dass die Aufspürung wasserbaulicher Anlagen durch mehrheitlich geophysikalische Untersuchungsmethoden und Luftaufnahmen ein recht junges Feld ist, mit einer dementsprechend eher geringen Zahl an Untersuchungen. Oft ist deren Anwendung auch nicht möglich, da die entsprechenden Bereiche häufig überbaut sind. Dabei kann man jedoch auch auf die Kenntnisse der lokalen Bevölkerung zurückgreifen, insbesondere wenn es kaum zu Migrationsbewegungen kam und Urbanisierung wie Industrialisierung noch nicht sehr weit fortgeschritten sind. Heute nicht mehr erhaltene Errungenschaften der Wassernutzung werden jedoch unbekannt bleiben, weshalb es insbesondere schwerfällt, einen Anfangszeitpunkt aktiver Eingriffe in den natürlichen Wasserhaushalt festzulegen. Den aktuellen Kenntnisstand kann man daher trotz seines durchaus beachtlichen Umfanges nur als recht unvollständig bezeichnen.

### Leitprinzipien, Skalen und Problemfelder
Bei den Problemfeldern, die im Laufe der Geschichte durch geeignete Strategien gelöst werden mussten, handelt es sich vor allem um Fragen der Fassung und Verteilung, des Transports, der Speicherung und der Entsorgung von Wasser, der Be- und Entwässerung sowie dem Hochwasserschutz. In ihrer Gesamtheit werden diese Felder, ausgenommen der Hochwasserschutz, durch das Kreislaufprinzip verbunden. Dabei gilt idealerweise, dass jeder verbrauchte Liter Wasser durch einen vollständig aufbereiteten Liter ersetzt werden muss, die Nutzung des Wassers durch den Menschen also einen Kreislauf ohne „Ausschuss“ beschreibt. Ein etwas realistischerer, da vor allem billigerer Ansatz des Modells, zielt darauf ab, die Entsorgung von aufbereiteten Abwässern nach der Kapazität der beteiligten Ökosysteme zu richten. Dabei soll diesen nur jene Belastung zugemutet werden, die sie auch problemlos und über einen längeren Zeitraum verkraften können. Zwar ist die Definition eines „längeren Zeitraums“ je nach Verständnis des Begriffs Nachhaltigkeit dabei nicht unumstritten, dennoch zeichnet sich ab, dass dieses Modell eine der größten wasserwirtschaftlichen Innovationen der Neuzeit darstellt.
In der Praxis existiert jedoch das ältere Durchflussmodell fort und ist im globalen Maßstab auch heute noch dominant. Dieses lässt sich mit der einfachen Formel „von der Quelle in die Siedlung in den Fluss“ umschreiben. Wasser ist demnach ein Gut, das man mit mehr oder weniger Aufwand gewinnen und heranführen muss, um es hiernach zu verbrauchen sowie möglichst schnell in die Natur zu entsorgen. Dieses Modell des Typus „aus den Augen aus dem Sinn“, das mehr oder weniger darauf beruht, den eigenen Unrat einfach wegspülen zu lassen, wird seit Beginn der Wassernutzung praktiziert. Es stößt jedoch an seine Grenzen, wenn der Durchfluss an einer Stelle unterbrochen wird oder die zwangsläufig als Wasseraufbereitungsanlage „missbrauchten“ Ökosysteme die Abwassermengen nicht mehr verkraften können. Ersteres war vor allem in den europäischen Metropolen des Mittelalters ohne geeigneten Abfluss der Fall; Letzteres hingegen in den 1960er und 1970er Jahren. In beiden Fällen waren die Konsequenzen katastrophal.
Dabei ist jedoch festzuhalten, dass zum Durchflussprinzip bis in die jüngste Vergangenheit keine realisierbare Alternative existierte. Die technischen Möglichkeiten waren stark begrenzt, die Erkenntnis bezüglich Ursache und möglichen Auswegen in der Regel praktisch inexistent. Für manche Wasserprobleme konnte daher erst in der Neuzeit eine Lösung gefunden werden, die sich heute jedoch vielmehr als eine Kostenfrage stellen und deswegen nicht überall realisiert werden, gerade in den ärmeren Ländern.

### Mensch und Wasser
Es ist ein historisches Kennzeichen der Wassernutzung, dass nahezu alle Anstrengungen unternommen wurden, bevor man über die genauen Zusammenhänge, besonders des natürlichen Wasserkreislaufs, Bescheid wusste. Woher das Wasser kam und wohin es ging, war den allergrößten Zeitraum der Menschheitsgeschichte unbekannt. So steht z. B. im Alten Testament bei Prediger Salomo Kapitel 1, Vers 7:
Alle Wasser laufen ins Meer, doch wird das Meer nicht voller, an den Ort, da sie herfließen, fließen sie wieder hin.
Dieser Kenntnislücke wurde mit Naturmythologie und etwa seit den Vorsokratikern auch mit der Naturphilosophie begegnet.
In den Religionen hat Wasser häufig einen hohen Stellenwert. Dieser religiöse Aspekt zeigt sich zum Beispiel in den verschiedenen Sintflutmythen und war wohl in den frühen wasserbaulichen Kulturen viel stärker ausgeprägt, als es heute der Fall ist. Oft wird die reinigende Kraft des Wassers beschworen, zum Beispiel bei den Moslems in Form der rituellen Fußwaschung vor dem Betreten einer Moschee oder im Hinduismus beim rituellen Bad im Ganges. Die christliche Taufe wurde bis ins späte Mittelalter durch Untertauchen oder Übergießen mit Wasser als Ganzkörpertaufe vollzogen, im Westen heute meist nur noch durch Besprengen mit Wasser. Die Taufe bedeutet Hinwendung zu Christus und Aufnahme in die Kirche. Sie steht auch symbolisch für Sterben (Untertauchen) und Auferstehen (ankommen am Ufer des neuen Lebens). In der katholischen und orthodoxen Kirche spielt das Weihwasser eine besondere Rolle. Vor allem die reinigende Kraft des Wassers gab immer wieder Anlass, über die Bedeutung des Wassers für das Leben und auch für ein Leben nach dem Tod nachzudenken.
Es handelt sich dabei heute um primär tradierte Rituale, was jedoch wenig zu deren Ursprung aussagt. Die Abhängigkeit vom Wasser erscheint für uns, zumindest in den Industrieländern, an Bedeutung verloren zu haben. Dennoch ist die Bedeutung des Wassers nach wie vor gegeben, wenn sie sich auch unserer Wahrnehmung durch den Wandel der Lebensweise, moderne Techniken und einen zumindest bedingt nachhaltigen Umgang mit dem Wasser oft entzieht. Dies war jedoch bis vor wenige Jahrhunderte oder je nach Fragestellung auch Jahrzehnte nicht der Fall. Die Abhängigkeit der Menschen vom Wasser zur Zeit der frühen Hochkulturen bis hinein in die doch eher jüngere Vergangenheit war groß, unter Umständen vollständig. Menschen waren und sind auch heute noch sprichwörtlich auf Gedeih und Verderb an die Zugänglichkeit von Wasserressourcen gebunden, wie sich in vielen wasserarmen Ländern der Erde auch heute noch zeigt.
Der Leitspruch „Wasser ist Leben“ war und ist für den Großteil der Menschen in den agrargestützten Gesellschaften kein einfaches Motto, sondern gelebtes Prinzip. Nur mit diesem Hintergrund kann die Geschichte des Wassers und seine Dominanz in vielen Lebensbereichen richtig verstanden werden. Nur hierdurch ist es möglich, die Vorstellungen dieser Menschen bezüglich einer Natur, die sie sich nur mystisch erklären konnten, richtig einzuordnen. Der Grad der Abhängigkeit von natürlichen Schwankungen der Niederschlagsmenge sowie von Hoch- und Niedrigwasser war hierbei zwar allgemein recht groß, wird jedoch zu einem überwiegenden Anteil durch die lokalen Klimaverhältnisse bestimmt. Dies bedingte im Laufe der Geschichte eine Vielzahl von unterschiedlichen Wasserkulturen, deren spezifische Wasserprobleme spezifische Anfordernisse stellten.

## Vor- und Frühgeschichte
In der Jungsteinzeit wurde mit dem einsetzenden Ackerbau allmählich die Notwendigkeit einer Bewässerung deutlich. Dieser Prozess setzte an mehreren Punkten mit dem Ende der letzten Eiszeit ein, seine Grundlagen gehen jedoch bis auf grob 20.000 Jahre v. Chr. zurück. Die eigentliche „neolithische Revolution“ datiert sich in etwa um das 11. bis 8. Jahrtausend v. Chr., jedoch mit starken regionalen Unterschieden. Ob und wie es zu diesem frühen Zeitpunkt schon wasserbauliche Maßnahmen gegeben hat, ist in den meisten Fällen nur zu spekulieren.

## Mesopotamien
Das Zweistromland zwischen Euphrat und Tigris ist recht fruchtbar und weist schon seit Ende des vierten Jahrtausends Technologien für eine effektivere Bewässerung der Felder auf, sodass sich erstmals auch größere Städte bilden konnten. Handwerk und Handel gewannen mehr und mehr an Bedeutung, und die Städte wurden immer wohlhabender. Jede dieser Siedlungen besaß politische Eigenständigkeit. Ein einheitliches Reich der Sumer bzw. Babylonien gab es in dieser Zeit nicht. Herodot berichtete noch um 450 v. Chr. vom Kornreichtum des Landes, der in der antiken Welt wohl seinesgleichen suchte. Dabei lässt sich ohne Bewässerung vor allem im Nordosten des Gebietes keine produktive Landwirtschaft unterhalten. Der Niederschlag beträgt hier etwa 100 bis 200 mm pro Jahr, was keinesfalls ausreichend ist. Die Menschen nutzten folglich das Wasser der Flüsse und brachten es in großen Mengen auf ihre Felder aus.
Man errichtete ein System wasserbaulicher Maßnahmen, das die Versorgung über einen langen Zeitraum erstaunlich gut sicherte. Etwa um 3000 v. Chr. waren dadurch im südlichen Mesopotamien wahrscheinlich bereits 30.000 km² bewirtschaftet, und eine Regulierung der Flüsse Euphrat und Tigris ist nachweisbar. Die Aufsicht und Kontrolle lag in der Hand einer elitären Priesterschaft und wurde zunehmend zentralistischer. Deren Aufgaben umfassten die Planung und den Bau von Kanälen und Deichen, die Frage der Verteilung des Wassers und folglich auch der Bestellung der Felder und des Grundbesitzes, die Überwachung aller Anlagen sowie auch die Erfassung und Verteilung der Ernte samt Vorratshaltung.
Die Bedeutung dieses Bewässerungs- und Hochwasserschutzsystems macht auch der Codex Hammurapi des Königs Hammurapi von Babylon um das Jahr 1700 v. Chr. deutlich, denn trotz aller politischen Umbrüche und Eroberungen wurde es zunächst immer geachtet und weiter verfeinert. Im Codex sind neben umfassenden Rechtsvorschriften auch Normen für die Pflege der Bewässerungsanlagen enthalten. Ähnliche Gesetze gab es wohl auch schon viel früher, sie sind nur kaum erhalten geblieben. Man spricht daher in diesem Zusammenhang auch von einer „Wasserzivilisation“.
Bei den Bewässerungsmaßnahmen Mesopotamiens handelte es sich um ein mehr oder weniger kontrolliertes verdunsten und versickern lassen. Eine solche Technik hat aber den Nachteil, dass die im Flusswasser gelösten Salze mit der Zeit im Boden angereichert werden, es also zur Versalzung kommt. Obwohl diese Salze nur in sehr geringer Konzentration im Flusswasser enthalten sind, reichern sie sich bedingt durch die hohen Verdunstungsraten und die über Jahrhunderte andauernde Bewässerung zwangsläufig an. Ein weiteres Problem stellte sich dadurch, dass die Schmelzwässer aus dem armenischen Hochland im April bis Juni auftraten, also in einem Zeitraum, zu dem die Felder längst bestellt waren. Zusammen mit dem geringen Talgefälle von etwa 1:26.000 ergaben sich sehr große Überschwemmungsgebiete. Um die Ernte zu schützen, mussten Maßnahmen zum Hochwasserschutz ergriffen werden, die jedoch ihrerseits gerade durch die Vermeidung von Überflutungen eine Auswaschung der Salze aus dem Boden verhinderten.
| Jahr v. Chr. | kg/ha Gesamtertrag | Verhältnis Weizen/Gerste |
| ------------ | ------------------ | ------------------------ |
| 3500         | unbekannt          | 1:1                      |
| 2400         | 2400               | 1:6                      |
| 2100         | 1000               | 1:50                     |
| 1700         | 700                | nur Gerste               |

Zur Bewässerung musste man folglich Flüssen in den regenarmen Zeiten das Mittel- oder gar Niedrigwasser entziehen, nur um dann anschließend des Hochwassers Herr zu werden. Über eine großflächig geeignete Technik der Drainage verfügten die Sumerer wohl nicht, auch wenn Entwässerungsmaßnahmen am Grabhügel von Ur um das Jahr 1900 v. Chr. nachgewiesen wurden. Diese Techniken zur Vermeidung einer Versalzung wären jedoch auch nicht benutzt worden, denn ein Bewusstsein für das Problem bestand aller Wahrscheinlichkeit nach nicht. Der Prozess der Bodenversalzung gestaltete sich langwierig, und aus der Sicht eines Menschenlebens war der Effekt kaum wahrnehmbar. Abzulesen ist dies an dem Anteil der angebauten Getreidesorten, insbesondere dem Vergleich zwischen Weizen und der salzresistenten Gerste (siehe Tabelle rechts).
Trotz dieser Einschränkungen und ungeachtet allen Wandels blieben die Anlagen der Sumerer, Babylonier, Assyrer, Chaldäer und aller nachfolgenden Völker über einen langen Zeitraum erhalten. So wurden zur Zeit der Chaldäer (etwa 600 v. Chr.) noch 40.000 km² bewässert und landwirtschaftlich genutzt, wenn man auch dazu gezwungen war die Anbaugebiete entlang der Flüsse wandern zu lassen. Dies änderte sich jedoch schließlich, als die Mongolen die Bewässerungsanlagen 1256, also nach mindestens 4500 Jahren systematischer Bewässerung, derart zerstörten, dass die Bevölkerung in der Folge von 25 auf etwa 1,5 Millionen Menschen sank. Auch heute noch sind die alten Bewässerungsanlagen nicht wiederhergestellt worden.
Das Beispiel Mesopotamiens zeigt die lange Zeitspanne, in der wasserwirtschaftlich gedacht werden muss, und zugleich auch, dass neben der Wasserversorgung selbst auch andere Aspekte wie der Boden berücksichtigt werden müssen. Die Lehre daraus ist heute, dass bei Fehlen einer natürlichen Drainage kein Bewässerungssystem ohne entsprechendes Entwässerungssystem unterhalten werden darf – oder zumindest sollte.
Siehe auch: Gartenkunst im Vorderen Orient

## Ägypten
Der Nil bildet die Grundlage des Wohlstands im alten Ägypten sowie den Dreh- und Angelpunkt der gesamten Geschichte des Alten Ägypten. Auch hier kommt es wie in Mesopotamien zum Aufbau komplexer sozialer und wasserbaulicher Strukturen. Grundlage des wasserbaulichen Systems waren die Schwankungen des Nilpegels, die mit verschiedenen Wasserstandsmessstellen entlang des Flussverlaufs erfasst wurden. Eine besondere Rolle kommt dabei den Nilometern zu.
Siehe auch: Gartenkunst im Alten Ägypten

## Persien und Armenien
Die Wassernutzung in den hochgelegenen Ebenen Persiens und Armeniens ist eng mit der Technik der Qanate verknüpft. Diese vertikalen Brunnensysteme tief unter dem Erdboden versorgten von den Bergen aus die nahegelegenen Siedlungen, wodurch auch hier eine Landwirtschaft erst ermöglicht wurde. Neben den bis zu 5000 Jahre alten Qanaten (Näheres siehe dort) ist auch das 40 km lange und mindestens 3250 Jahre alte Aquädukt von Tschoga Zanbil erwähnenswert. Auch das etwa 1000 Jahre alte Wasserverteilungsnetzwerk von Milan im östlichen Aserbaidschan stellt eine beachtenswerte wasserbauliche Anlage dar.

## Öffentliche Wasserversorgung im 19. Jahrhundert
Das 19. Jahrhundert war durch neue Erkenntnisse zur Prävention von Krankheiten und durch das Entstehen öffentlicher Gesundheitsfürsorge geprägt. Ab der Mitte des 19. Jahrhunderts erkannten Regierungen die Notwendigkeit zum systematischen Aufbau einer öffentlichen Gesundheitsfürsorge. Hatten sich die Maßnahmen hierzu in Westeuropa zunächst auf Quarantäneregelungen in Häfen zur Kontrolle und Ausgrenzung Kranker oder potenziell Kranker beschränkt, waren neue Maßnahmen auf den Ausbau infrastruktureller Einrichtungen gerichtet, insbesondere Maßnahmen zur Errichtung einer sauberen öffentlichen Wasserversorgung und -entsorgung, wodurch Krankheiten der Nährboden entzogen werden sollte. Öffentliche Wasserversorgung wurde zur Aufgabe des Staates, während sie bis dahin privater und religiöser Initiative überlassen war. Die neuen Prioritäten galten, ausgehend von Großbritannien, ab den 1830er Jahren der Beseitigung von Unrat und Abwässern in Städten und der Versorgung mit unschädlichem Trinkwasser. Die Begleiterscheinungen der Frühindustrialisierung wurden damit erkannt und schrittweise, wenn auch mit Widerstand, dagegen angegangen. Wasser musste zunächst als öffentliches Gut anerkannt werden. Erst auf dieser Grundlage konnte eine Wasserpolitik mit umfassenden rechtlichen Bestimmungen für das Eigentum und die Nutzung von Wasser entstehen. Private Besitzansprüche mussten aufgehoben werden, ein langwieriger und komplizierter Prozess, der sich in Westeuropa teilweise bis ins 20. Jahrhundert hinzog, so in Frankreich. Hinzukommen mussten adäquate Technologien in Form moderner Wasserversorgung. New York erhielt als erste Stadt 1842 ein umfassendes Röhrensystem, Aquädukte, Speicher und angebundene öffentliche Brunnen.
Der Wert technischer Wasserreinigung wurde eindrucksvoll bestätigt, seit 1849 bekannt war, dass Cholera durch Wasser übertragen wird. Dennoch dauerte es Jahrzehnte, so etwa in London bis 1868 und in München sogar 1881 (Wasserversorgung Münchens), bis sich das neue Wissen gegen einen vielfach radikalen Marktliberalismus durchgesetzt hatte und geeignete Maßnahmen ergriffen werden konnten. In London konnten um 1800 in der Themse noch Lachse gefischt werden, aber 1858 kam so ein starker Gestank aus dem Fluss, dass das House of Commons mit Laken umhängt und die Sitzungen dort wegen des Gestanks abgebrochen werden mussten. Erst dieses Ereignis führte zur Beauftragung des Baus eines unterirdischen Kanalisationssystems zur Verbesserung der Stadthygiene.
Außerhalb Westeuropas waren Städte teilweise schon deutlich früher für eine Verbesserung der Stadthygiene mittels Wasserversorgung und -entsorgung aktiv geworden. Das persische Isfahan wurde in Berichten vor der afghanischen Zerstörung 1722 für seine Wasserversorgung gerühmt. In Damaskus, einer Stadt mit damals 15000 Einwohnern, war 1872 jede Straße, jede Moschee, jedes öffentliche und private Haus im Überfluss mit Kanälen und Fontänen versorgt. In Bombay wurde bereits 1859 eine öffentliche organisierte Wasserversorgung eingerichtet. In Kalkutta wurde 1865 ein Abwassersystem und 1869 eine Wasserfilterung gebaut. Dasselbe geschah in Shanghai 1883, allerdings dort durch private Investoren und nur für einige reiche Chinesen und dort lebenden Europäer. Die Chinesen verhielten sich zurückhaltend gegenüber den Erneuerungen.